# 大維利沙尼齊亞
49°48′25″N 24°39′46″E / 49.80694°N 24.66278°E
大維利沙尼齊亞（烏克蘭語：Велика Вільшаниця），是烏克蘭西部的村莊，隸屬利維夫州的佐洛奇夫區。該村始建於1456年，面積3.76平方公里，海拔高度240米，人口761，人口密度每平方公里232.06人。